# Liste der Grafen von Auvergne
Grafen von Auvergne waren:

## Merowingische Grafen und Herzöge
Einige der Grafen von Auvergne führten den persönlichen Titel eines Herzogs, ohne dass die Auvergne deshalb zum Herzogtum erhoben worden wäre.
- Victorius, Herzog von 471 bis 480
- Apollonarius, 506
- Hortensius, 527
- Becco, 532
- Sigivald, 532
- Hortensius, 2. Mal, 533
- Evodius
- Georgius
- Britianus
- Firminus, dessen Schwager, Graf um 555/558, abgesetzt
- Sallust, Herzog um 555/558 bis 560, Enkel des Hortensius
- Firminus, 2. Mal, Herzog um 560 bis 571
- Venerandus, Herzog vor 585
- Nicetius, Herzog und Graf um 585
- Eulalius, Herzog von 585 bis 590
- Bobon, Herzog von 638 bis 656, ernannt durch Sigibert II.
- Bodilon, Herzog um 675
- Calminius, Herzog in den 690er Jahren
- Genesius, Herzog in den 690er Jahren
- Haribert, Herzog in den 690er Jahren
- Blandin, Herzog bis 765
- Ithier, Herzog um 778

## Karolingische Grafen von Auvergne
- Gerhard I., X 841, Graf von Auvergne (Ramnulfiden), Schwiegersohn des Kaisers Ludwig der Fromme (Karolinger)
- Bernhard I., Comte d’Auvergne 846/868; ⚭ Lieugardis, 849 bezeugt[1]
- Warinus (Guarinus), † 868/869, dessen Sohn, Comte d’Auvergne, Laienabt von Brioude,
  - Ermengarde, † nach Juni 881, dessen Schwester; ⚭
- Bernard Plantevelue, † 885/886, nach 872 Graf von Auvergne (Gellones)
- Guillaume I. le Pieux, † 918, dessen Sohn, Herzog von Aquitanien
- Guillaume II. le Jeune, † 926/927, 918 Herzog von Aquitanien, Comte d’Auvergne, Sohn von Graf Acfred von Carcassonne († 906) (Haus Barcelona), Neffe von Guillaume II.
- Acfred, † 927, dessen Bruder, Herzog von Aquitanien, 926 Comte d’Auvergne
- Bernard III., dessen Bruder, 924/932 Comte d’Auvergne
- Ebalus Mancer, † 934, Urenkel Graf Gerhards, 902 Graf von Poitou, von Acfred als Erbe eingesetzt, 927 Graf von Auvergne, Herzog von Aquitanien (Ramnulfiden)
- Wilhelm III. Werghaupt, † 963, 934 Graf von Poitou, 955 Graf von Limoges und Auvergne, 959/962 Herzog von Aquitanien

## Haus Auvergne
- Arimannus, 898 Vicecomes
- Robert I., 922/945 bezeugt, wohl dessen Sohn, Vicomte d’Auvergne
- Robert II., 936/968 bezeugt, dessen Sohn, Vicomte d’Auvergne
- Guy I., † wohl 989, dessen Sohn, 954–986 Princeps Avernorum, um 979 Comte d‘Auvergne
- Bernard, dessen Bruder, 955–985 Vicomte d‘Auvergne
- Guillaume IV., Sohn Guys, 1010–1013 Comte d‘Auvergne
- Robert I., † wohl 1032, dessen Sohn, 1010–1013 Comte d’Auvergne
- Guillaume, dessen Bruder, 1010–1013 Comte d‘Auvergne
- Wilhelm V., † nach 1059, Sohn Roberts I., Comte d’Auvergne et de Clermont
- Robert II., † wohl 1096, dessen Sohn, Comte d’Auvergne et de Gévaudan
- Wilhelm VI., † wohl 1136, dessen Sohn, Comte d’Auvergne et de Velay
- Robert III., † wohl 1145, Graf von Auvergne
- Wilhelm VII., † wohl 1169, genannt Wilhelm le Jeune, dessen Sohn, verheiratet mit einer Tochter von Guigues IV. Dauphin von Viennois, Graf von Auvergne, wird auch nach der Teilung des Landes noch comes Arverniae genannt (um 1155–1169). Stammvater der späteren Dauphins von Auvergne
- Wilhelm VIII. genannt Wilhelm der Alte, † wohl 1182, Sohn Wilhelms VI.; 1136 Graf von Velay oder Le Puy, usurpiert um 1155 den größeren Teil der Grafschaft Auvergne von seinem Neffen Wilhelm VII.
- Robert IV., † nach 1201, dessen Sohn, Graf von Auvergne
- Wilhelm, † wohl 1195, häufig als Wilhelm IX. gezählt
- Guido II., † 1222, dessen Bruder, 1195/1213 Graf von Auvergne und Rodez
- 1224–1247: Wilhelm X., dessen Sohn, Graf von Auvergne, ⚭ 1224 Adelheid von Brabant (* 1190, † 1265), Gräfin von Boulogne, Erbin der Grafschaft Boulogne
- 1247–1276: Robert V. (um 1225–1276), dessen Sohn, Graf von Auvergne und ab 1258 Graf von Boulogne
- 1276–1279: Wilhelm XI., dessen Sohn, Graf von Auvergne und Graf von Boulogne
- 1279–1314: Robert VI. (1250–1314), dessen Sohn, Graf von Auvergne und Graf von Boulogne
- 1314–1325: Robert VII. (um 1282–1325), dessen Sohn, Graf von Auvergne und Graf von Boulogne
- 1325–1332: Wilhelm XII. (um 1300–1332), dessen Sohn, Graf von Auvergne und Graf von Boulogne
- 1332–1360: Johanna (1326–1360), dessen Tochter, aus eigenem Recht Gräfin von Auvergne und Boulogne, durch ihre zweite Ehe Königin von Frankreich (1350–1360)
  - 1338–1346: Philipp von Burgund (1323–1346) genannt Philippe Monsieur, erster Ehemann Johannas, Sohn Herzog Odos IV. von Burgund
  - 1350–1360: Johann II. (1319–1364) genannt Johann der Gute, zweiter Ehemann Johannas
- 1360–1361: Philipp I. (1346–1361), Sohn von Johanna und Philipp von Burgund, Graf von Auvergne, Graf von Boulogne, seit 1347 Graf von Burgund, seit 1349 Herzog von Burgund
- 1361–1386: Johann I. († 1386), Sohn Roberts VII., Graf von Auvergne, Graf von Boulogne und Graf von Montfort
- 1386–1404: Johann II. († 1404), dessen Sohn, Graf von Auvergne und Graf von Boulogne
- 1404–1424: Johanna II. (1378–1424), dessen Tochter, aus eigenem Recht Gräfin von Auvergne und Boulogne, durch ihre erste Ehe Herzogin der Auvergne und Berry (1389–1416), durch ihre zweite Ehe Gräfin von Guines (1416–1424)
  - 1404–1416: Jean (1340–1416), Graf von Poitou (1356–1360), dann Herzog von Berry und Auvergne (1360–1416), durch seine Ehe Graf von Auvergne und Graf von Boulogne
  - 1416–1424: Georges de La Trémoille (1382–1446), Graf von Guines (1398–1446), durch seine Ehe Graf von Auvergne und Graf von Boulogne
- 1424–1437: Marie de Montgascon (1376–1437), Tochter Gottfrieds von Auvergne, Herr von Montgascon († um 1385), Enkelin Roberts VII., Gräfin von Auvergne und Boulogne, tritt Boulogne 1435 an Burgund ab, ⚭ Bertrand IV. de La Tour († nach 1423), Herr von La Tour

## Haus La Tour
- 1437–1461: Bertrand V. de La Tour (Bertrand I.) († 1461), deren Sohn, Herr von La Tour (nach 1423–1461), Graf von Auvergne und Graf von Boulogne, nennt sich Bertrand de La-Tour-d’Auvergne
- 1461–1497: Bertrand VI. de La Tour (Bertrand II.) (1417–1497) dessen Sohn, Graf von Auvergne und Herr von La Tour (1461–1497), erhält 1477 Boulogne zurück, tauscht es 1478 gegen Lauragais
- 1497–1501: Jean de La Tour (1467–1501) dessen Sohn, Graf von Auvergne und Herr von La Tour (1497–1501)
- 1501–1524: Anne de La Tour, dessen Tochter, Gräfin von Auvergne
  - Madeleine de La Tour d’Auvergne, deren Schwester, ⚭ Lorenzo di Piero de’ Medici, Herzog von Urbino
- 1524–1569: Katharina von Medici, Tochter Magdalenas und Lorenzos, Gräfin von Auvergne, Königin von Frankreich, ⚭ Heinrich II. König von Frankreich
- 1569–1574: Henri de France († 1589), 1574 als Henri III. König von Frankreich

Die Auvergne war nun im Besitz der französischen Krone und wurde 1589 als Apanage an einen unehelichen Sohn Karls IX. gegeben.

## Haus Valois-Angoulême
- Charles Bâtard de Valois, † 1650, 1589 Graf von Auvergne, 1620 Herzog von Angoulême, Sohn von König Karl IX. und Marie Touchet
- Louis-Emmanuel de Valois, † 1653, dessen Sohn, 2. Herzog von Angoulême

## Haus La Tour d’Auvergne (Turenne)
Um den Verlust des 1651 an die Krone übergebenen souveränen Fürstentums Sedan auszugleichen, trat König Ludwig XIV. die Grafschaften Auvergne, Beaumont, Bas-Armagnac und Evreux sowie die Herzogtümer Château-Thierry und Albret an die Familie La Tour d’Auvergne (Zweig der Vizegrafen von Turenne, Herzöge von Bouillon) ab.
- 1651–1652: Frédéric-Maurice († 1652) Fürst von Sedan (1623–1642), Titularherzog von Bouillon, bekommt Auvergne und Albret, Bruder von Henri de La Tour d’Auvergne, vicomte de Turenne († 1675)
- 1652–1696: Godefroy Maurice (1636–1721), dessen Sohn, Herzog von Bouillon 1678–1696
- 1696–1730: Emmanuel Théodose, dessen Sohn, Herzog von Bouillon
- 1730–1771: Charles Godefroy, dessen Sohn, Herzog von Bouillon, verkauft Turenne 1738
- 1771–1791: Godefroy Charles Henry, dessen Sohn, Herzog von Bouillon, abgesetzt